# Governo Stanišev
Il Governo Stanišev  è stato l’89º esecutivo della Bulgaria, nato in seguito alle elezioni parlamentari in Bulgaria del 2005. L'esecutivo nacque grazie al frutto di un accordo di maggioranza tra: BSP, MNSP e DPS, rimanendo in carica dal 17 agosto 2005 al 27 luglio 2009 per un totale di 3 anni, 11 mesi e 10 giorni.

## Situazione parlamentare
| Camera              | Collocazione                | Partiti                                             | Seggi     |
| ------------------- | --------------------------- | --------------------------------------------------- | --------- |
| Assemblea nazionale | Governo                     | Coalizione per la Bulgaria (82), MNSP (53),DPS (34) | 169 / 240 |
| Assemblea nazionale | Appoggio esterno concordato | DB (17)                                             | 17 / 240  |
| Assemblea nazionale | Opposizione                 | ATAKA (21),ODS (20),UNB (13)                        | 54 / 240  |

## Composizione
| Carica                                                                      | Titolare | Titolare | Titolare           | Partito      |
| --------------------------------------------------------------------------- | -------- | -------- | ------------------ | ------------ |
| Primo ministro                                                              |          |          | Sergej Stanišev    | BSP          |
| Vice Primo Ministro e Ministro degli esteri                                 |          |          | Ivaylo Kalfin      | BSP          |
| Vice Primo Ministro e Ministro dell'Istruzione e della Scienza              |          |          | Daniel Valchev     | MNSP         |
| Vice Primo Ministro e Ministro delle politiche di gestione delle catastrofi |          |          | Emel Etem Toshkova | DPS          |
| Ministro delle finanze                                                      |          |          | Plamen Orešarski   | Indipendenti |
| Ministero dell'interno                                                      |          |          | Rumine Petkov      | BSP          |
| Ministro della Difesa                                                       |          |          | Veselin Bliznakov  | MNSP         |
| Ministro della Giustizia                                                    |          |          | Georgi Petkanov    | MNSP         |
| Ministro dell'Economia e dell'Energia                                       |          |          | Rumine Ovcharov    | BSP          |
| Ministro della Pubblica Amministrazione e della Riforma Amministrativa      |          |          | Nikolaj Vasilev    | MNSP         |
| Ministro dei trasporti                                                      |          |          | Petar Mutafchiev   | BSP          |
| Ministro dell'Agricoltura e delle Foreste                                   |          |          | Nihat Kabil        | DPS          |
| Ministro dello sviluppo regionale e dei lavori pubblici                     |          |          | Asen Gagauzov      | BSP          |
| Ministro dell'Ambiente e dell'Acqua                                         |          |          | Dzhevdet Chakarov  | DPS          |
| Ministro della Salute                                                       |          |          | Radoslav Gaydarski | BSP          |
| Ministero della Cultura                                                     |          |          | Vezhdi Rashidov    | BSP          |
| Ministro degli affari europei                                               |          |          | Meglena Kuneva     | MNSP         |